# Парк имени Парижской коммуны (Иркутск)
Па́рк имени Пари́жской комму́ны — парк в Свердловском округе города Иркутска, расположен на Кайской горе Глазковского предместья, на месте крупнейшего захоронения раннего неолита — Глазковского некрополя.
Парк имеет форму почти правильного прямоугольника, ограниченного с севера улицей Боткина, с запада — 2-й железнодорожной улицей, с юга — улицей Маяковского, с востока — Спортивным переулком.

## История
Парк имени Парижской коммуны был основан в 1920 году на территории, занимаемой до Октябрьской революции 1917 года циклодромом с дорожками для катания на велосипедах.
В связи с тем, что в XIX веке на этой территории был обнаружен некрополь, возраст которого оценивался в 6—7 тысяч лет, в 1924—1926 годах Губисполком принял решение о музеефикации территории. В 1928 году, будучи студентом ИГУ, Михаил Герасимов под руководством своего учителя Бернгарда Петри провёл здесь раскопки и обнаружил пять захоронений, артефакты из которых были размещены в археологических лабораториях ИГУ, иркутских и центральных музеях, включая Эрмитаж.
В советские годы парк был популярным местом отдыха, но в конце 1980-х годов парк пришёл в запустение. В 1990-х годах группой иркутских архитекторов разрабатывался план реконструкции парка. Планировалось создать аквапарк, многоуровневую автостоянку и музейный археологический комплекс, однако из-за нехватки средств проект был заморожен. К плану вернулись в 2006 году.
В рамках проекта в 2007 году на месте располагавшегося в парке малого спортивного ядра спорткомплекса «Локомотив» был выстроен одноимённый стадион, который в 2015 году был переименован в «Байкал».
На работы по реконструкции парка, намеченные на 2011 год, администрация города планировала выделить 1 миллион рублей.
В 2020 году в рамках федерального проекта «Формирование комфортной городской среды» был завершён второй этап благоустройства парка, в результате которого были обновлены пешеходные аллеи, установлено пять металлических арок со светящимися шарами, появились урны и лавочки, в том числе с подсветкой.